# Tianzhu (cristianismo)
Tianzhu (chino: 天主, Tiānzhǔ), significa lit., “Señor Divino”, or “Señor del Cielo”, palabra utilizada por los jesuitas en China para designar a Dios. Dicha palabra está conformada por los términos TIĀN (天, día) y ZHǓ (主, maestro, gran jefe, huésped, Señor).

## Historia
La palabra apareció por primera vez en la traducción del chino (中文) por Michele Ruggieri sobre el Decálogo o los Diez Mandamientos. En 1584, Ruggieri y Matteo Ricci publicaron su primer catecismo, Tiānzhǔ shílù (天主實錄, El verdadero registro del Señor del Cielo)
Matteo Ricci más tarde escribió un catecismo titulado Tiānzhŭ Shíyì (天主 實 義,  El verdadero significado del Señor del Cielo).
A raíz de la controversia de ritos chinos, el término  Tianzhu  fue adoptado oficialmente por el Papa en 1715, que rechazó términos alternativos como Tiān (天, "Cielo") y Shàngdì (上帝, "Supremo emperador")
"Catolicismo" se refiere más comúnmente como  Tiānzhǔjiào  (天主教, "Religión del Señor del Cielo"). Un católico individual es un Tiānzhŭjiào tú; tú incluye los significados "discípulo" y "creyente".